# 스크롤바

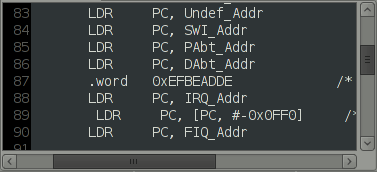
텍스트 상자 주변에 보이는 수평, 수직 스크롤바의 예

스크롤바(scrollbar)는 상호작용 기술이자 위젯의 하나로, 계속되는 텍스트, 사진, 또는 다른 내용을 컴퓨터 모니터, 창, 뷰포트의 미리 정해진 위치(상하좌우) 안에서 스크롤할 수 있으며, 장치의 화면에서 한 번에 내용의 일부만 볼 수 있더라도 스크롤바를 움직여서 내용 전체를 볼 수 있다. 2차운 정보 공간 내에서 알려져 있거나 알려져 있지 않은 지점으로의 내비게이션 문제의 해결책을 제공한다. 초창기 GUI에서는 핸들(handle)이라고도 불렀다. 컴퓨터, 그래픽 계산기, 휴대 전화, 휴대용 미디어 플레이어를 포함한 다양한 전자 기기에 존재한다. 사용자는 일부 방식의 방향 동작을 사용함으로써 스크롤바 요소를 통해 상호작용하며, 스크롤바는 해당 동작을 스크롤링 명령으로 변환하면 사용자는 스크롤바 요소와 스크롤되는 내용의 시각 업데이트를 통해 피드백을 받는다.
스크롤바의 디자인들은 역사적으로 차이를 보이고 있지만, 보이는 영역의 한쪽 면이나 두 면 모두에 문서 본문을 이동하기 위한 길을 따라 드래그할 수 있는 막대를 포함하는 긴 직사각형 영역으로 표시되는 것이 보통이다. 내용물이 경계를 지나치는 방향이 어느 쪽이냐에 따라 창 안에서 수직으로나, 수평으로, 또는 그 두 가지 방향으로 동시에 배치될 수 있다. 더 정교한 조정을 위해 막대의 끝에 두 개의 화살표가 일반적으로 포함된다. "thumb"(스크롤바 막대)은 각기 다른 환경에서 다른 이름을 갖고 있다: 맥 OS X 10.4에서는 "스크롤러"(scroller)라고 부른다. 자바 플랫폼에서는 "thumb" 또는 "knob"이라고 부른다. 마이크로소프트의 닷넷 문서에서는 "scroll box" 또는 "scroll thumb"이라고 부른다. 그 밖의 환경에서는 "elevator", "quint", "puck", "wiper", "grip"라고 부른다.
확대/축소라든지, 다양한 애플리케이션 특화 도구와 같은 추가 기능이 있는 경우가 있다. GUI에 따라 막대의 크기는 고정이거나 가변적일 수 있다. 비율에 따른 가변 크기의 경우 길이는 전체 문서의 크기에 상대적인 창의 크기를 가리키며, 풀 트랙(full track)에 의해 나타난다. GEM, 아미가OS, GEOS 등을 포함하여, (1980년대 중순에도) 여러 GUI에서 비율에 따른 막대가 이용이 가능했으나 마이크로소프트는 윈도우 95까지 이 기능을 구현하지 않았다.
스크롤바는 시각적으로 비슷하지만 기능이 다른 객체인 슬라이더와는 구별하는 것이 좋다. 값 변경을 위해 슬라이더가 사용되지만 스크롤바처럼 디스플레이를 변경하거나 영역을 이동시키지는 않는다.

## 같이 보기
- 스크롤 락
- 슬라이더
- 스크롤링